# Pig Mock
Pig Mock (ぶた丸パンツ, Butamaru Pants au Japon) est un jeu vidéo d'action sorti en 1983 sur MSX. Le jeu a été développé et édité par HAL Laboratory.